# Pamuntaran
Pamuntaran is een bestuurslaag in het regentschap Padang Lawas Utara van de provincie Noord-Sumatra, Indonesië. Pamuntaran telt 1259 inwoners (volkstelling 2010).